# Catedral de la Asunción de la Santísima Virgen María (Járkov)
La Catedral de la Asunción de la Santísima Virgen María o simplemente Catedral de Járkov (en ucraniano: Собор Успіння Пресвятої Діви Марії у Харкові) es el nombre que recibe un edificio religioso afiliado a la Iglesia Católica que sigue el rito romano o latino y que se encuentra en la localidad de Járkov en el  óblast de Járkov al este del país europeo de Ucrania. El templo fue construido en estilo neo-gótico entre los años 1887 y 1892 en la calle Gogol 4.
En los años treinta del siglo XX, durante la etapa de la Unión Soviética la iglesia fue cerrada y convertida en local secular albergaba, entre otros, un cine y una instalación del partido comunista. En 1992 el templo fue devuelto a los fieles católicos. Desde 2002 es la catedral de la nueva diócesis de Járkov-Zaporiyia (Dioecesis Kharkiviensis-Zaporizhiensis, Харківсько-Запорізька дієцезія) que fue creada mediante la bula "Ad plenius prospiciendum" del papa Juan Pablo II.

## Véase también

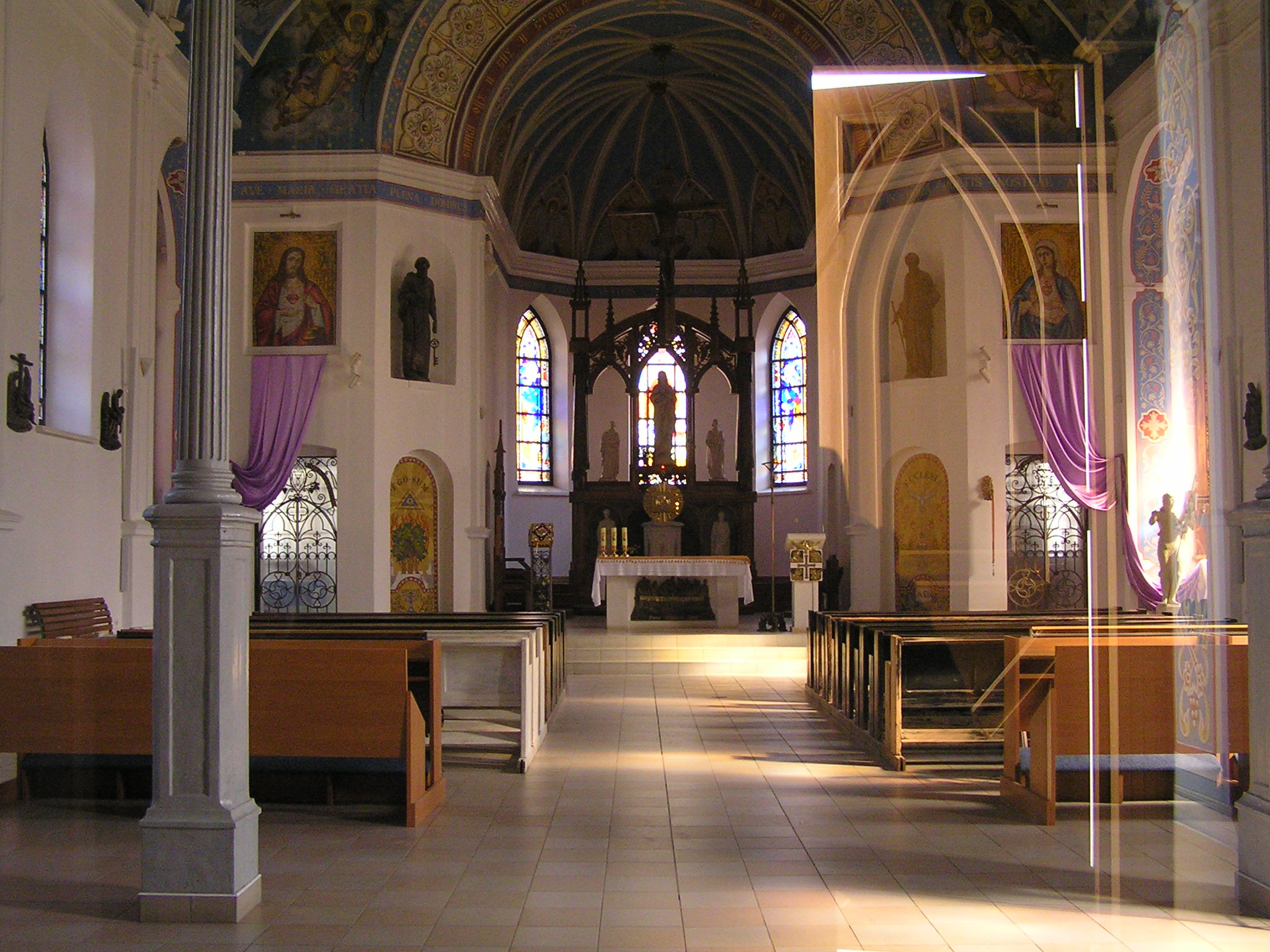
Vista interna